# Антропова, Екатерина Михайловна
Екатерина Михайловна Антропова (род. 19 марта 2003, Акюрейри, Исландия) — итальянская и российская волейболистка, диагональная нападающая.

## Биография
Родилась в Исландии, где играл её отец — баскетболист «Тиндастолля» Михаил Антропов. Мать — гандболистка Ольга Антропова. В августе 2003 года Михаил Антропов подписал контракт с санкт-петербургским «Спартаком» и вернулся с семьёй в Россию.
После переезда в Санкт-Петербург Екатерина начала заниматься спортивной гимнастикой, а затем — волейболом в СШОР Приморского района у тренера И.П.Ивочкиной.
В 2017 году была кандидатом на включение в состав юниорской сборной России для участия в отборочном турнире чемпионата Европы среди девушек, но в подготовительном сборе команды участия не приняла.
В 2017 году переехала в Италию — сначала в Реджо-ди-Калабрию, а затем в Сассуоло, где поступила в местную волейбольную академию, за команду которой выступала на протяжении трёх сезонов в сериях С и B2 чемпионата Италии. В сезоне 2020/2021 привлекалась также к играм за основную команду ВК «Сассуоло» в серии А2. 
В 2021 году заключила контракт с ВК «Савино Дель Бене», в составе которого дебютировала в серии А1 и трижды становилась призёром чемпионатов Италии. В активе волейболистки также победы в Кубке вызова ЕКВ 2022 и Кубке Европейской конфедерации волейбола 2023 (на этих двух турнирах признавалась лучшим игроком финалов), а также «серебро» Лиги чемпионов ЕКВ 2025.
Летом 2023 года по ходатайству Национального олимпийского комитета получила гражданство Италии за особые спортивные заслуги перед государством.
В том же 2023 году включена в национальную сборную Италии, в составе которой приняла участие в чемпионате Европы. В следующем году выиграла «золото» Олимпийских игр и Лиги наций. 

### Клубная карьера
- 2018—2021 —  «Академи Сассуоло» (Сассуоло) — серии C и B2;
- 2020—2021 —  «Сассуоло» — серия А2;
- с 2021 —  «Савино Дель Бене» (Скандиччи) — серия А1.

## Достижения

### Со сборной Италии
- Олимпийская чемпионка 2024.
- двукратная чемпионка Лиги наций — 2024, 2025.

### Клубные
- серебряный (2024) и двукратный бронзовый (2023, 2025) призёр чемпионатов Италии.
- серебряный призёр Лиги чемпионов ЕКВ 2025.
- победитель розыгрыша Кубка Европейской конфедерации волейбола 2023.
- победитель розыгрыша Кубка вызова ЕКВ 2022.

### Индивидуальные
- 2022: MVP Кубка вызова ЕКВ.
- 2023: MVP Кубка Европейской конфедерации волейбола.